# Шуклино (Нижегородская область)
Шуклино — деревня в Богородском районе Нижегородской области. Входит в состав Алешковского сельсовета.

## Геогарфия
Деревня находится на расстоянии 15 км к юго-западу от города Богородск, административного центра района, и 57 км к юго-западу от города Нижний Новгород, административного центра области. Абсолютная высота — 165 м над уровнем моря.

### Часовой пояс
Деревня Шуклино, как и вся Нижегородская область, находится в часовой зоне МСК (московское время). Смещение применяемого времени относительно UTC составляет +3:00.

## История
В «Списке населенных мест» Нижегородской губернии по данным за 1859 год значится как владельческая деревня при безымянном озере в 15 верстах от Нижнего Новгорода. Относилась к первому стану Горбатовского уезда. В деревне насчитывалось 49 дворов и проживал 451 человек (199 мужчин и 252 женщины).

## Население
| 1999 | 2002 | 2010 |
| ---- | ---- | ---- |
| 111  | ↘83  | ↘70  |

### Национальный состав
Согласно результатам переписи 2002 года, в национальной структуре населения русские составляли 96 % из 83 чел.